# Sacra conversazione Balbi
La Sacra conversazione Balbi è un dipinto a olio su tela (130x185 cm) di Tiziano, databile al 1512-1514 circa e conservato nella Fondazione Magnani-Rocca a Mamiano di Traversetolo (provincia di Parma).

## Storia e descrizione
L'opera proviene dalle collezioni del marchese Balbi di Piovera di Genova, che le diede il nome.
Ambientata in un paesaggio aperto, è stata valorizzata dalla critica recente (negli ultimi cinquant'anni) come una delle opere più significative della giovinezza di Tiziano, che qui raggiunse uno straordinario punto di equilibrio tra le suggestioni giorgionesche e la sua poetica personale, fatta di figure solide e pulsanti, di colori corposi e di composizioni originalissime, spesso asimmetriche, come in questo caso.
Metà dello sfondo è infatti una parete scura, mentre l'altra metà è occupata da un luminoso paesaggio. La Vergine in trono, col Bambino in grembo, si volta in un'elegante posa a contrapposto, verso il donatore, introdotto da san Domenico. Il bambino invece si gira incuriosito verso santa Caterina d'Alessandria, che a sinistra si protende con gesto.

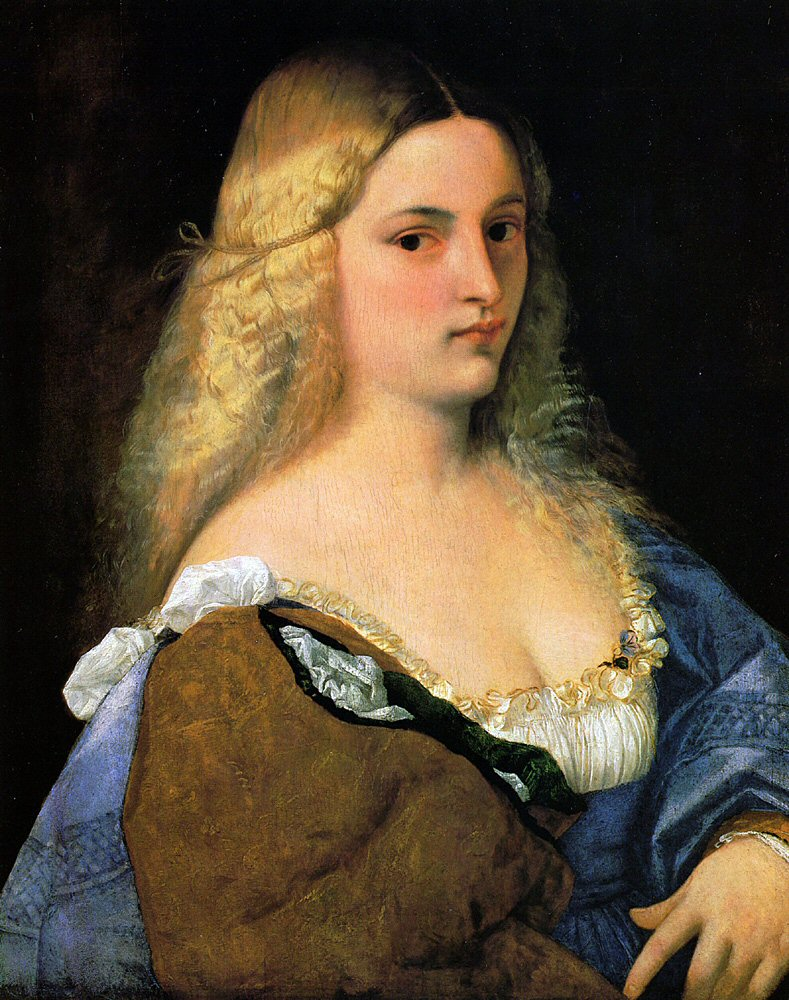
Violante (Kunsthistorisches Museum)
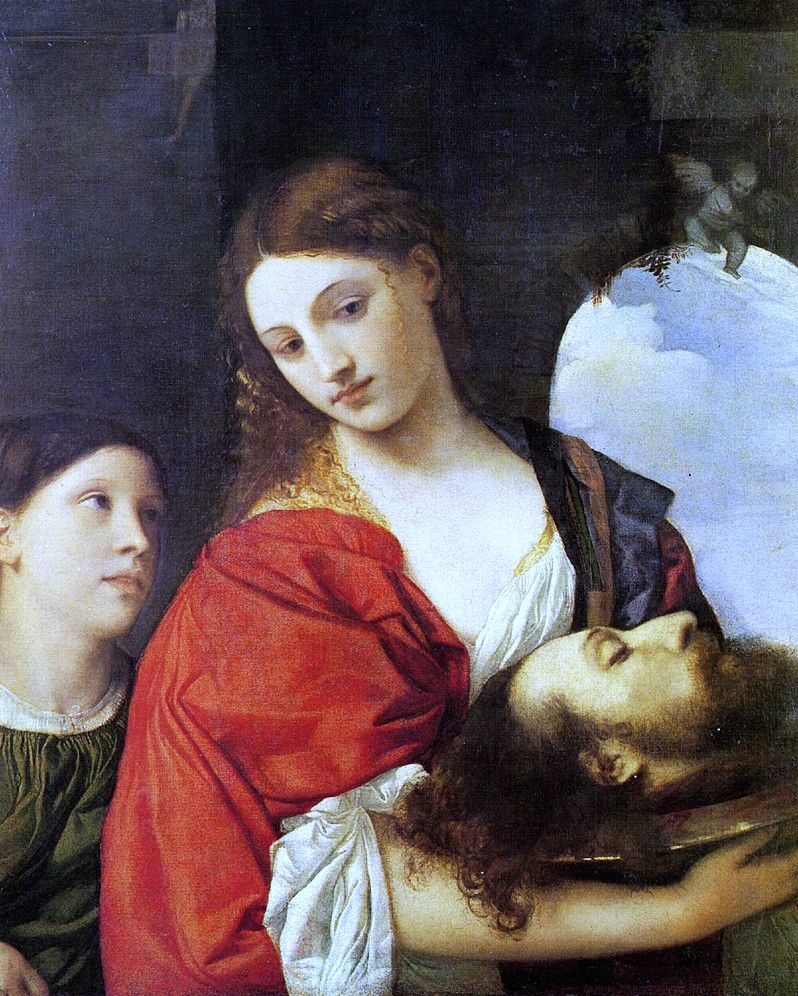
Salomè (Galleria Doria Pamphilj)
Donna allo specchio (Louvre)
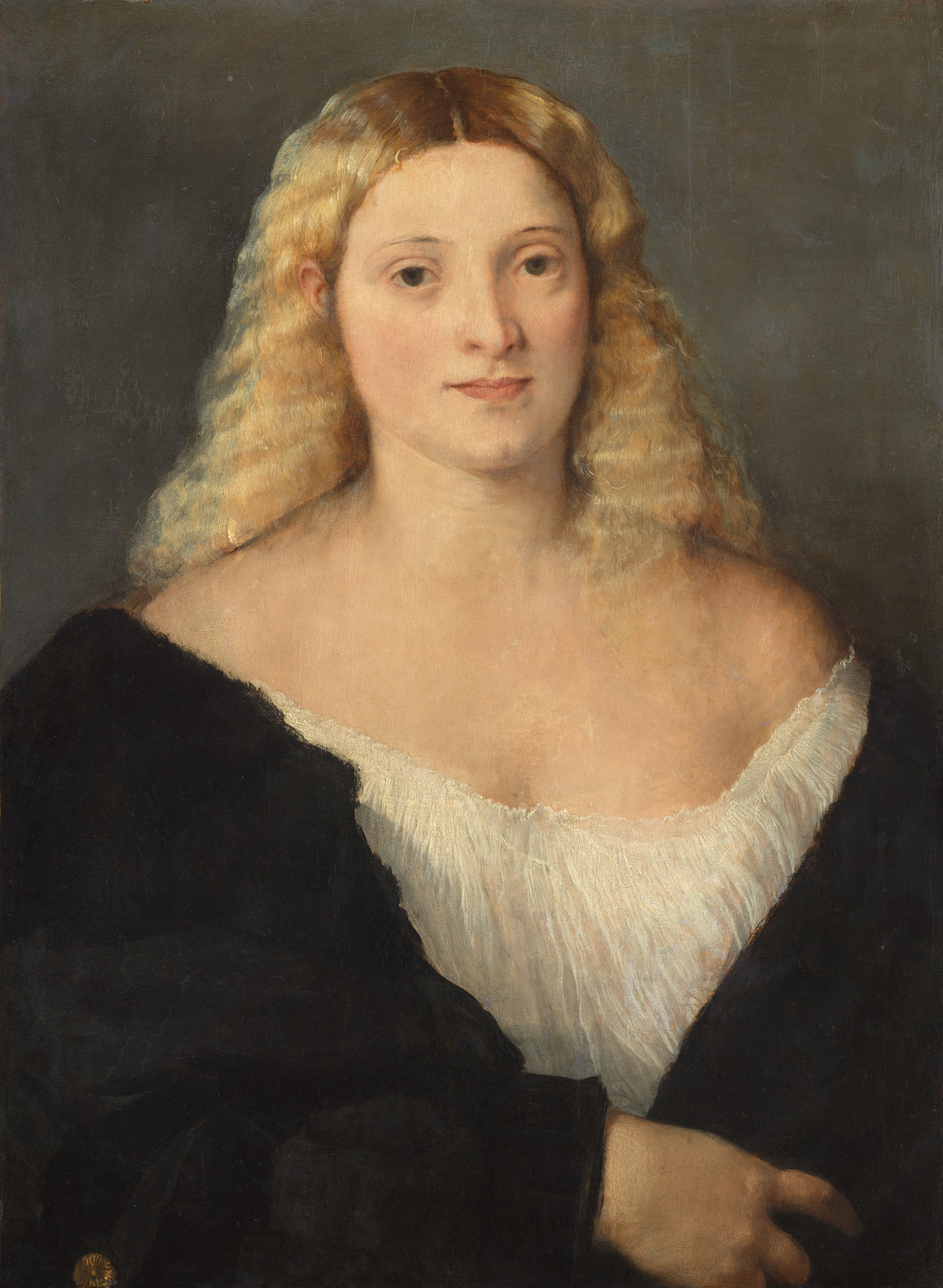
Giovane donna con veste nera (Kunsthistorisches Museum)
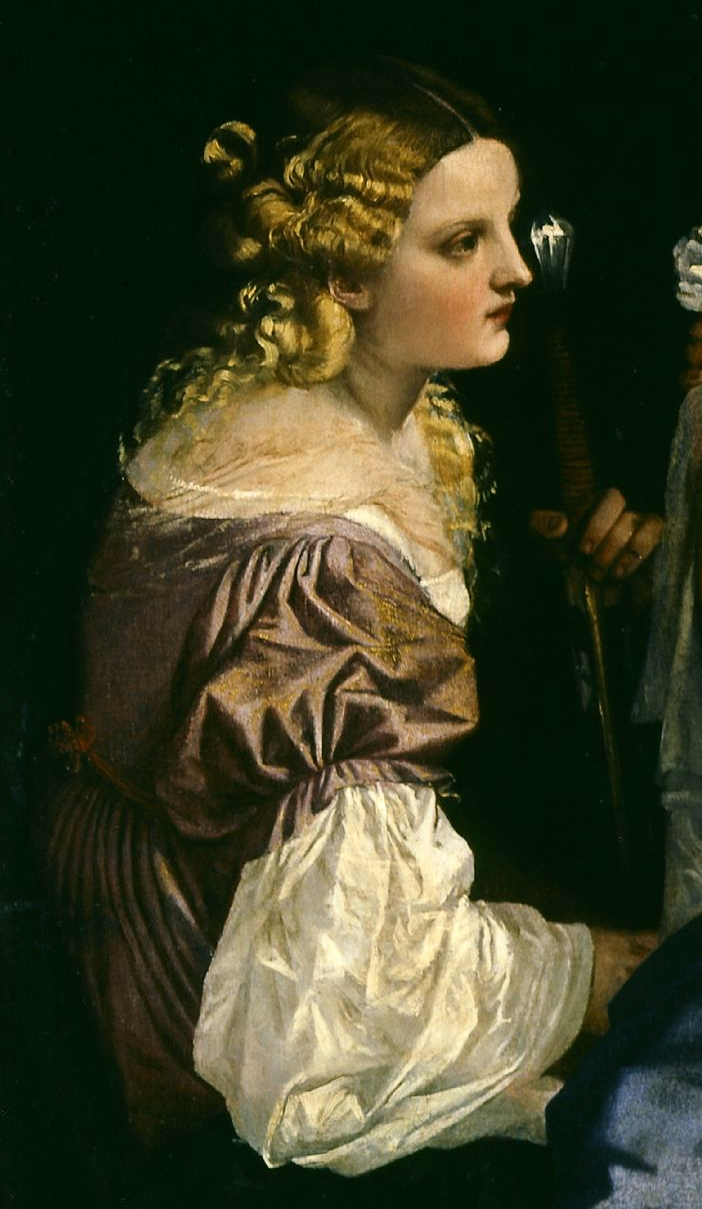
Sacra conversazione Balbi (Fondazione Magnani-Rocca, dettaglio)
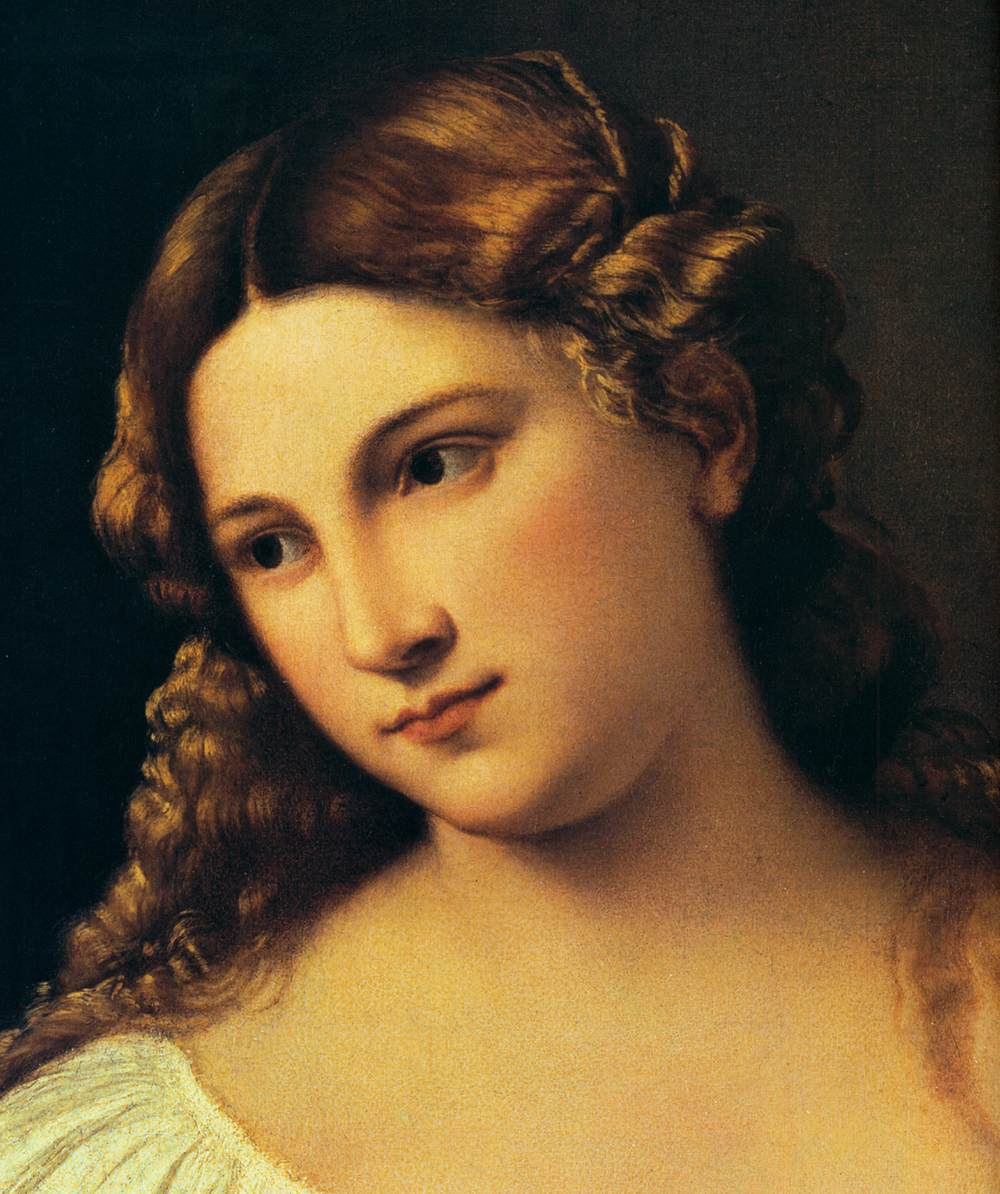
Flora (Uffizi, dettaglio)
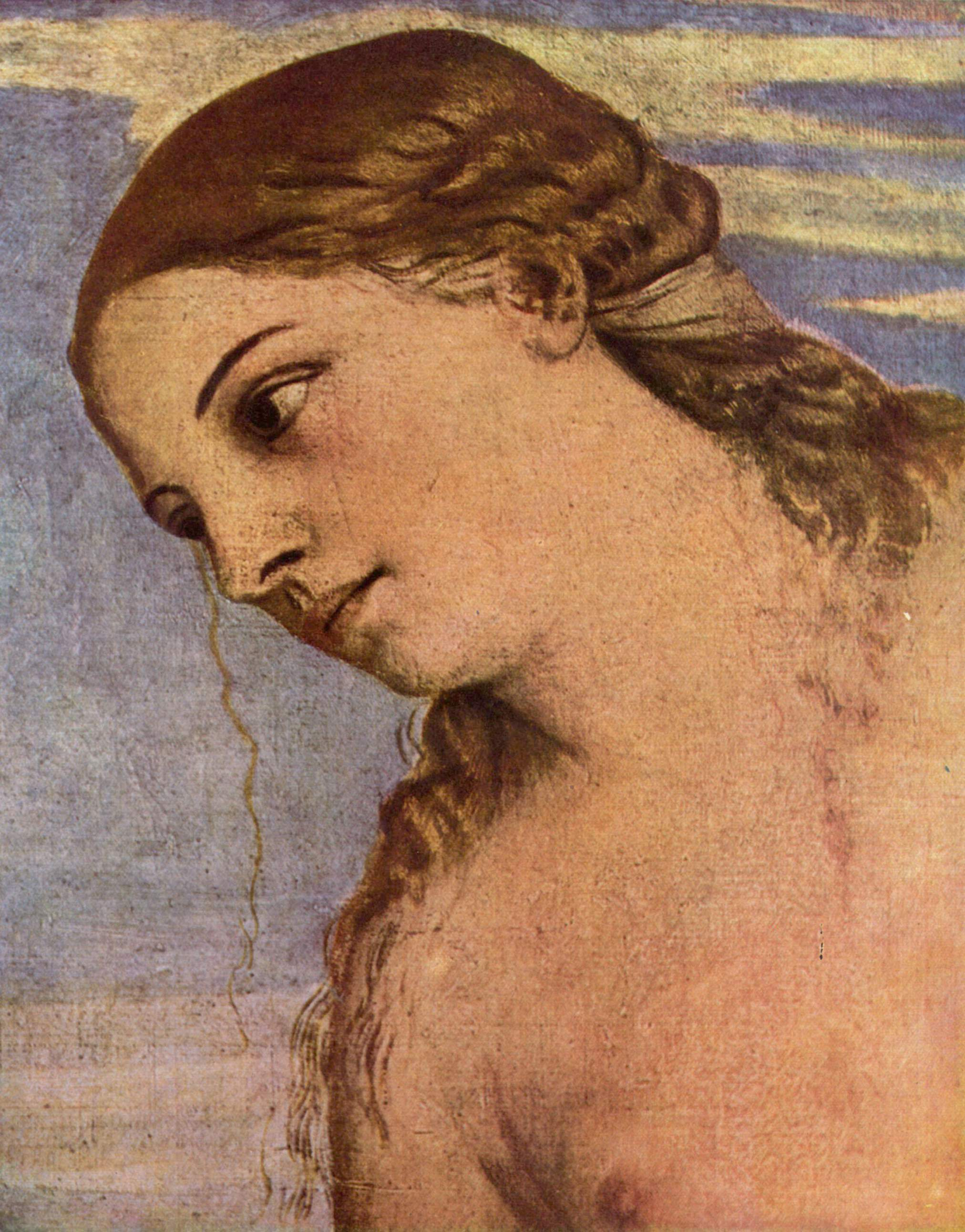
Amor sacro e Amor profano (Galleria Borghese, dettaglio)
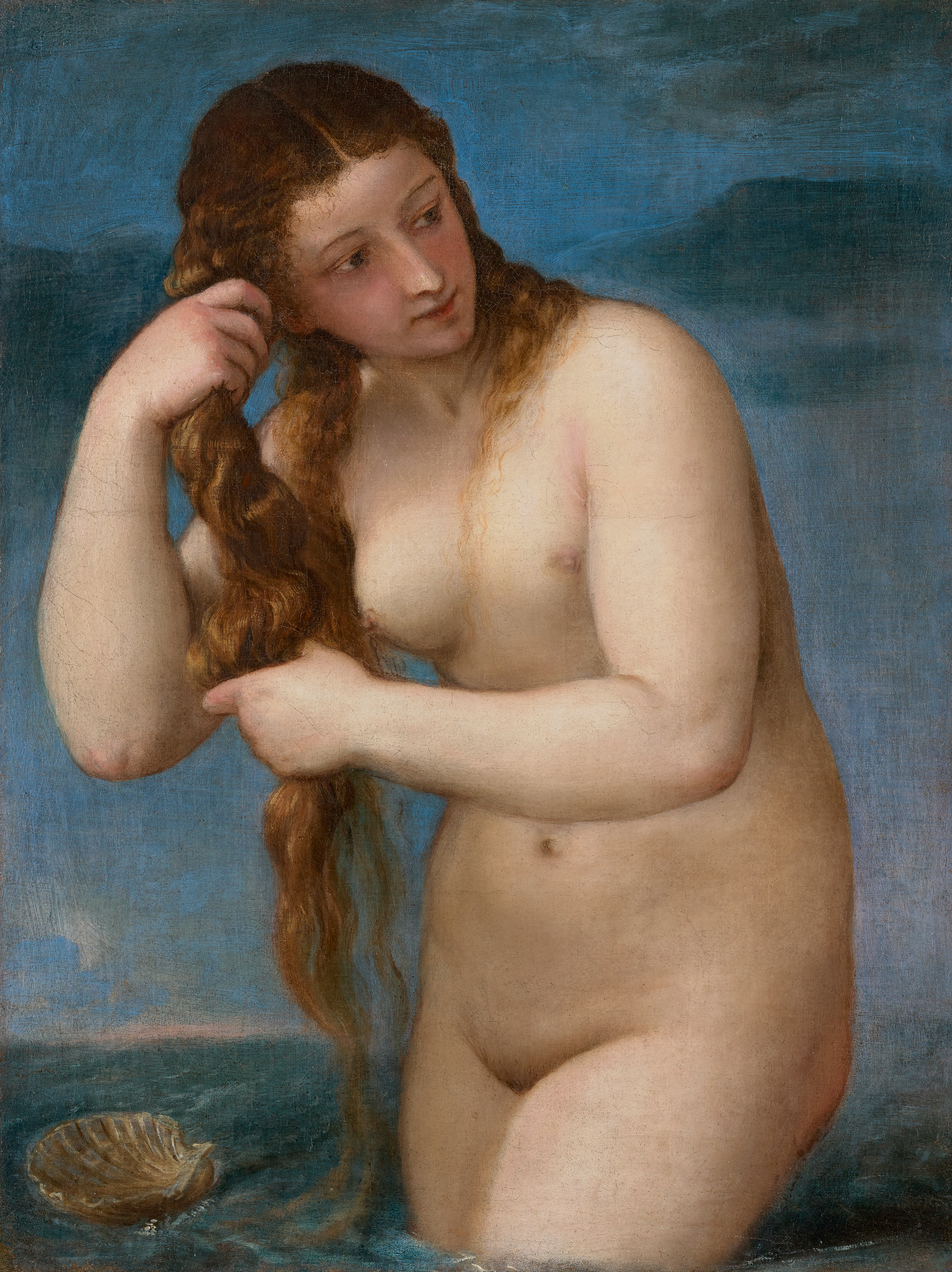
Venere Anadiomene (National Gallery of Scotland)
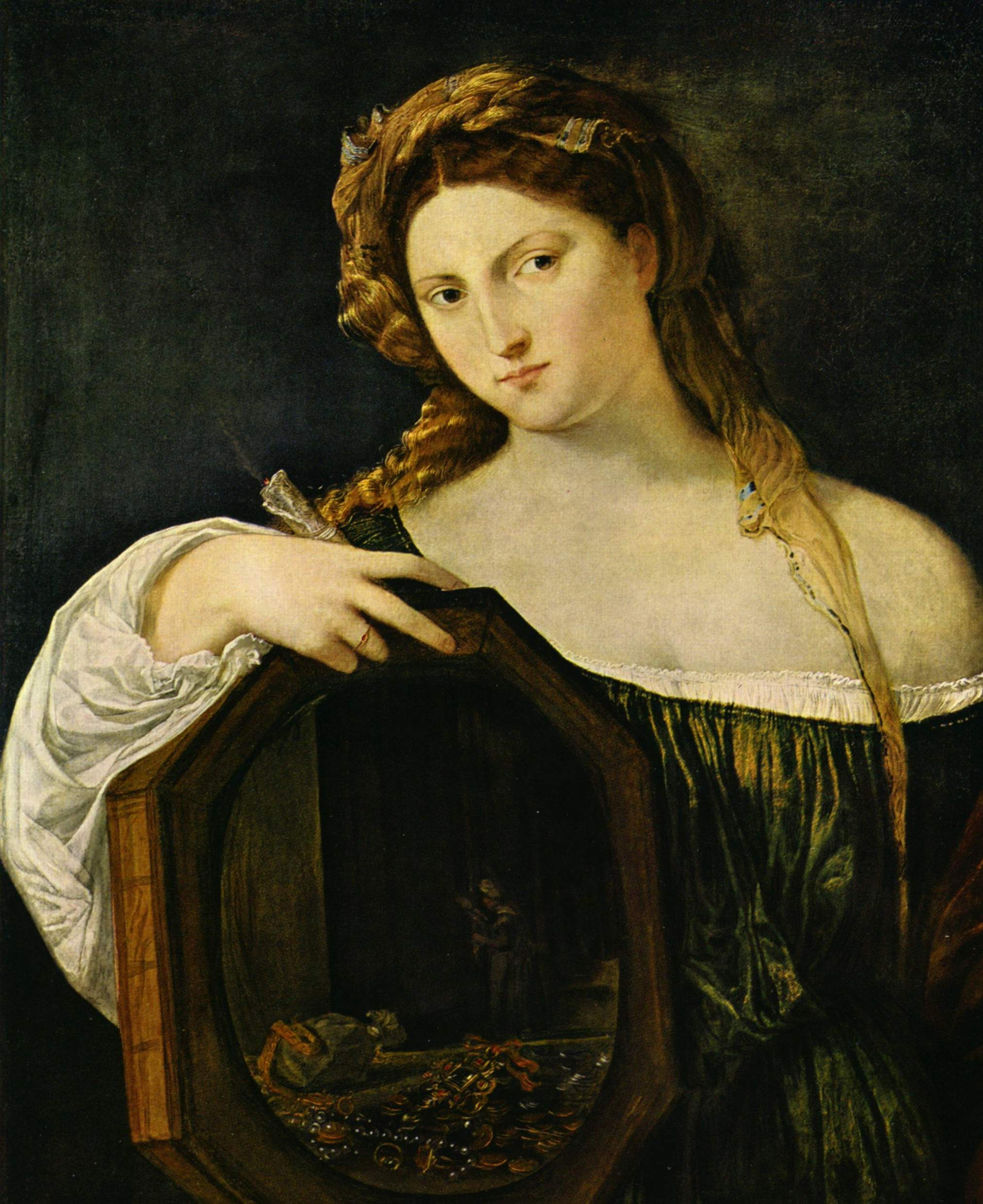
Vanità (Alte Pinakothek)